# Sturm (roman)
Sturm  (titre original : Sturm) est un roman court d'Ernst Jünger publié en 1923.

## Histoire du texte
En 1923, le récit Sturm est publié en feuilleton dans un journal de Hanovre, le Hannoverscher Kurier. Zeitung für Norddeutschland du 11 au 27 avril 1923, puis  Ernst Jünger en oublie complètement l'existence. Le texte est redécouvert par un archiviste et sera réédité une première fois en 1963.

## Résumé
« C'était la coutume des chefs de section de la troisième compagnie que de passer en société les heures précédant le crépuscule. » Dans l'abri, le lieutenant Sturm lit à ses camarades des extraits d'une série de nouvelles qu'il compose. Un violent bombardement interrompt la lecture, puis c'est l'inspection des sentinelles, une attaque des Anglais...

## Éditions en allemand
- Sturm, dans le Hannoverscher Kurier. Zeitung für Norddeutschland en 1923.
- Sturm, par Oltner Liebhaber-Druck en 1963, en Suisse.
- Sturm, chez Klett-Cotta en 1978, à Stuttgart.

## Traduction en français
- Ernst Jünger (trad. Philippe Giraudon, postface Olivier Aubertin), Lieutenant Sturm, Paris, Éditions Viviane Hamy, 1991, 122 p. (ISBN 978-2-87858-021-1, OCLC 858673036)
- Sturm relecture de la traduction par Julien Hervier, Gallimard, (2008)